# Tanzanie aux Jeux paralympiques
La Tanzanie a participé pour la première fois aux Jeux paralympiques aux Jeux paralympiques d'été de 1992 à Barcelone. Elle n'a remporté aucune médaille dans cette compétition.   